# Can Joaquim Serra
Can Joaquim Serra és una obra neoclàssica de Mataró (Maresme) protegida com a bé cultural d'interès local.

## Descripció
Edifici aïllat de planta baixa i pis. La façana principal simètrica segueix uns eixos de composició vertical on se situen les obertures. A la planta baixa, aixecada respecte l'era d'entrada, se situa el portal d'accés amb arc de mig punt sobre el qual hi ha una figura femenina a manera de cariatide de terracotta amb elements florals que suporta el balcó del pis superior. L'arc de mig punt es repeteix a l'obertura central del primer pis. L'edifici acaba amb un fris de terracotta, un acroteri amb balustres amb florons i un medalló amb garlandes on hi ha un rellotge de sol. La resta de façanes segueixen la composició de la façana principal mantenint cegues algunes obertures.